# Stella nera/Cielo e mare
Stella nera/Cielo e mare è un singolo di Mario Merola pubblicato nel 1971.

## Storia
Il disco, che contiene due cover di brani, è un 45 giri inciso da Mario Merola.

## Tracce
Lato A
- Stella nera (Russo - Genta)

Lato B
- Cielo e mare (Genta - Esposito)

## Incisioni
Il singolo fu inciso su 45 giri, con marchio Hello (HR 9056).